# Bunjevci
Bunjevci (v cyrilici Буњевци) jsou jihoslovanská etnická skupina. Obývají převážně region Bačka na pomezí Srbska a Maďarska. Žijí také v Chorvatsku a Bosně a Hercegovině. Na území Srbska podle sčítání z roku 2011 žije 16 706 Bunjevců. Jejich dialekt vychází ze štokavštiny. Většina Bunjevců se hlásí k římskokatolické církvi.

## Historie
Podle etnografických studií jsou Bunjevci původně Valaši, kteří přijali jazyk slovanských sousedů. Název etnika má nejasný původ, podle různých teorií je odvozen od jejich tradičního obydlí bunja, od řeky Buny nebo od výrazu bunjati, tj. mluvit nesrozumitelně. Původně žili v západní Hercegovině, odkud se pod tlakem Osmanské říše stěhovali do Liky a Vojvodiny. Původně chránili vojenskou hranici, pak se většina z nich stala usedlými zemědělci. Koncem devatenáctého století probíhala v Bačce maďarizace, proti které se postavilo obrozenecké hnutí a byla založena politická strana Bunjevačka stranka. Po první světové válce vznikla Velika narodna skupština Srba, Bunjevaca i ostalih Slovena u Banatu, Bačkoj i Baranji, která prosadila připojení většiny území obývaného Bunjevci k Srbsku.
Od devatenáctého století existuje otázka (Bunjevačko pitanje), zda jsou Bunjevci samostatným národem. V Chorvatsku jsou většinou pokládáni za etnografickou podskupinu chorvatského národa, v Srbsku zase za Srby, kteří vyznávají katolickou víru. Proti návrhu subotické radnice zavést bunjevačtinu jako úřední jazyk chorvatské ministerstvo zahraničí oficiálně protestovalo. V Subotici vychází v tomto dialektu list Bunjevačke novine a pořádá se festival lidových písní. Bunjevci se vyznačují bohatým folklórem, k němuž patří starobylé kroje a dožínková slavnost dužijanca.
K osobnostem s bunjevackými kořeny patří Béla Bartók a Josif Pančić.

## Fotogalerie

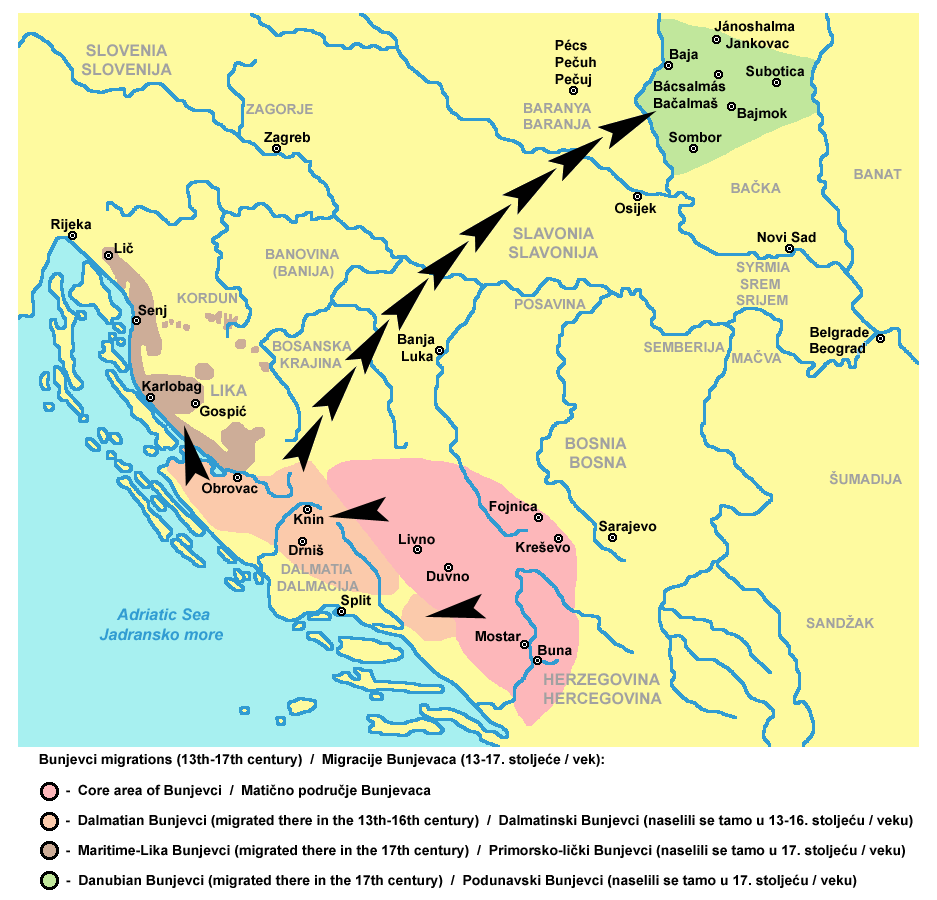
Mapa migrace Bunjevců
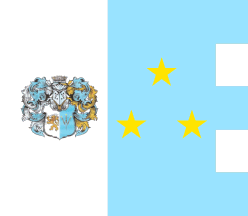
Vlajka Národní rady Bunjevců
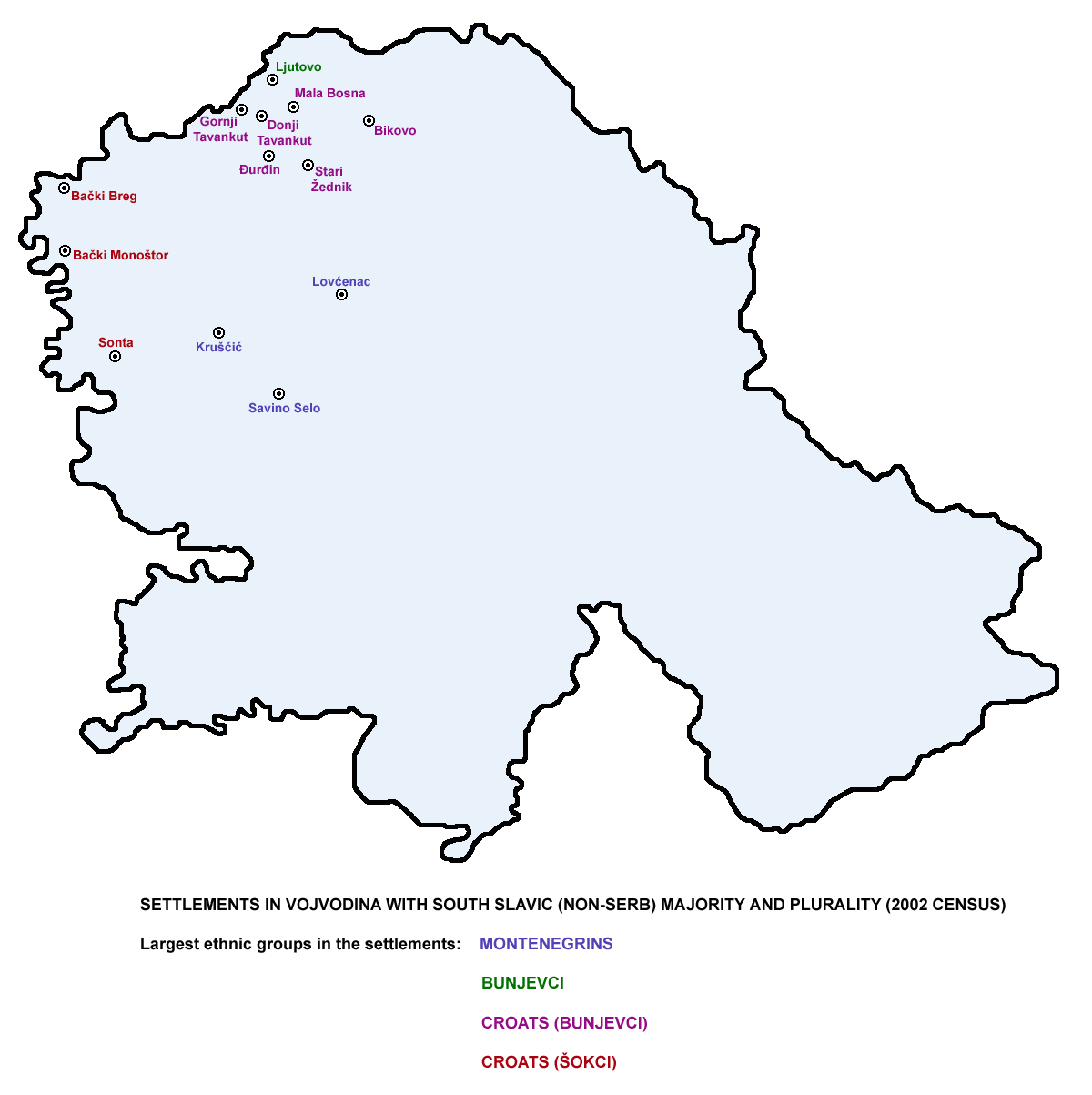
Vesnice osídlené Bunjevci